# Facteur antinutritionnel

L'acide phytique, naturellement présent dans les graines, est un exemple de facteur antinutritionnel.

Les facteurs antinutritionnels (ou parfois antinutriments) sont des composés chimiques, naturels ou synthétiques, qui interfèrent avec l'absorption des nutriments chez l'homme et les animaux. Ils peuvent être spontanément présents dans la plante ou sa partie consommée, ou provenir de contaminations fongique ou depuis le sol.
Les modes de préparation des aliments, notamment la cuisson ou le traitement par la chaleur, sont la façon la plus efficace de les inactiver (d'autres méthodes sont le trempage des aliments pour solubiliser les facteurs solubles, la fermentation naturelle ou induite…). Les substances antinutritionnelles, parfaitement hétérogènes, sont parfois classées selon leur résistance à la chaleur. L'élimination de ces facteurs antinutritionnels est un objectif permanent de l'amélioration variétale des végétaux cultivés.
Ces composés sont principalement des molécules de défense des plantes contre leurs phytophages (lectines, oxalates, phytates, goitrigènes, saponines, phytoestrogènes, tanins et galactosides) qui altèrent la digestibilité des nutriments (antiprotéases, chélateurs qui diminuent la biodisponibilité des minéraux, molécules indigestes voire toxiques). Toutefois, ils présentent aussi dans certains cas des effets bénéfiques sur la santé, de sorte qu'il n'est pas recommandé de les éliminer complètement de l'alimentation.

## État des connaissances
La détermination des effets des antinutriments est en 2020 un secteur en pleine phase de recherches, et les études en résultant peuvent montrer des résultats contradictoires, indiquant que des recherches complémentaires chez l'être humain sont nécessaires. Le résultat d'études montrant des effets nocifs à haute dose avec des isolats ne se retrouve pas toujours lorsque ces substances sont ingérées en combinaison avec d'autres et dans des conditions normales d'alimentation,. Il existe toutefois un très rentable phénomène de vulgarisation de certains de ces effets nocifs, qui a donné lieu à une abondante production de best-sellers et de vente de compléments alimentaires censés lutter contre ces effets, par exemple dans le cas des lectines. 

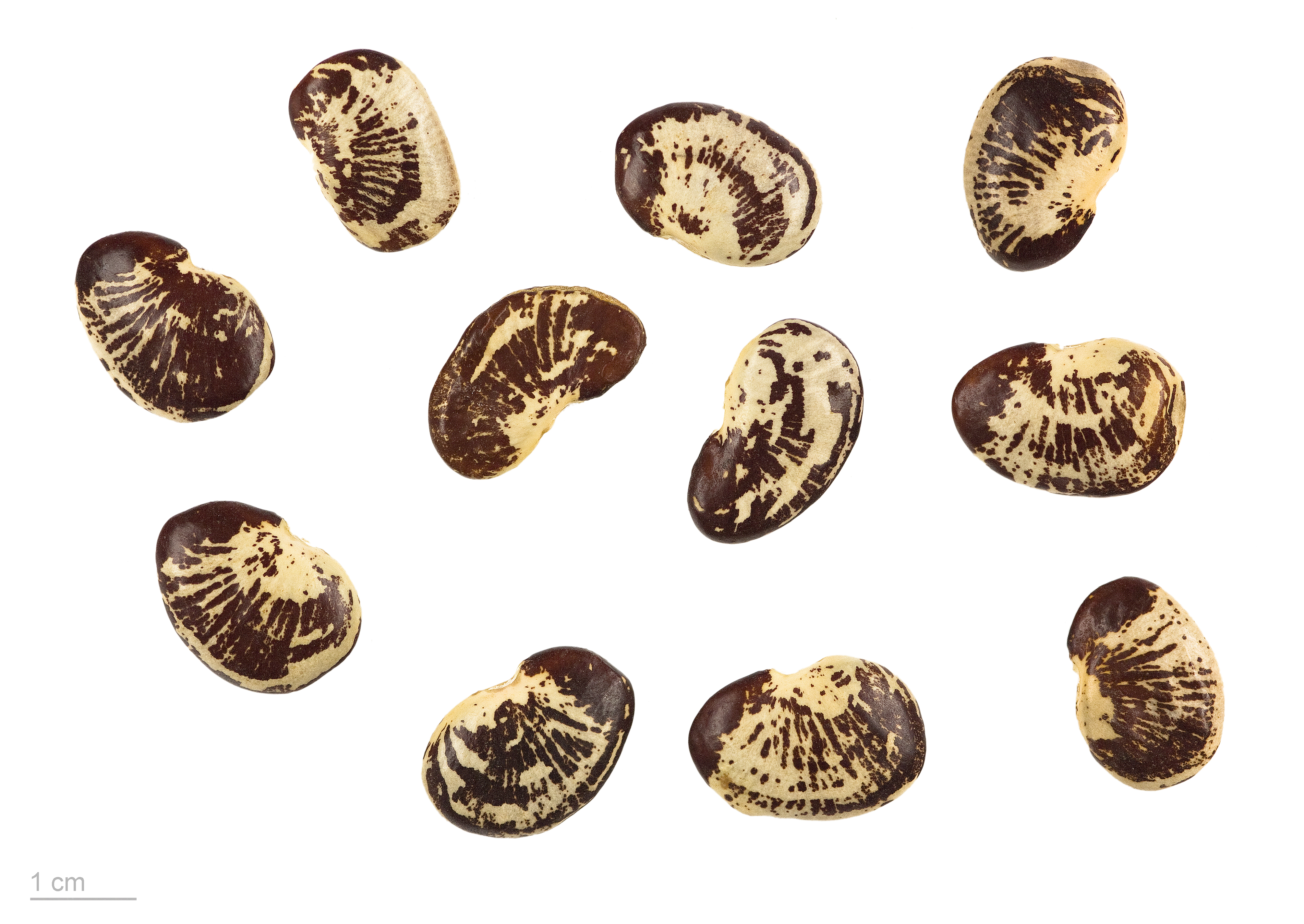
Le haricot de Lima contient plusieurs facteurs antinutritionnels : lectines et phaséolunatine (ou linamarine). Ils se mangent impérativement trempés et cuits.

## Sensibilité au mode de préparation des aliments et aux cultivars
La cuisson, la préparation et le traitement des aliments affectent la teneur en oxalate ou en lectines, l’ébullition et la cuisson à la vapeur sont les solutions les plus efficaces pour réduire la teneur en oxalate soluble dans l'eau. Lors de tests réalisés sur 9 types de légumes, l'ébullition réduit considérablement la teneur en oxalate soluble (30 à 87%) davantage que la cuisson à la vapeur (5 à 53%). Chez le haricot et le soja la cuisson réduit les facteurs antinutritionnels sauf l'acide phytique.
Le trempage réduit les niveaux de lectines, phytates et d'oxalates, mais pas toujours le niveau d'acide phytique.
La teneur en facteurs antinutritionnels varie selon les cultivars de végétaux cultivés et aussi selon leur degré de maturité.

## Mode d'action

### Composés non directement toxiques
Les facteurs antinutritionnels sont à distinguer des composés toxiques susceptibles d'être naturellement présents dans les aliments, comme les glycosides cyanogènes (phytotoxines que l'on retrouve par exemple dans le sorgho, le manioc ou les amandes). Le point clé étant que les antinutriments interfèrent avec l'absorption de composés d'intérêt, mais ne sont a priori pas toxiques par eux-mêmes. Ces composés sont cependant souvent étudiés ensemble en raison des problématiques similaires vis à vis de l'alimentation et des effets délétères sur la santé,.
Les effets néfastes des facteurs anti-nutritionnels sur les animaux d'élevage ne sont pas tous inventoriés, notamment chez les poissons où l'action des phytates est nette.

### Inhibiteurs enzymatiques
Certains composés végétaux, présents notamment dans le riz et les graines de céréales, peuvent inhiber l'activité de certaines enzymes, et ainsi compromettre la digestion. Cet effet antinutrionnel est parfois exploité plutôt qu'évité : des compléments alimentaires à base de phaséolamine sont ainsi proposés en tant qu'aide au régime, pour limiter l'absorption des glucides lents.

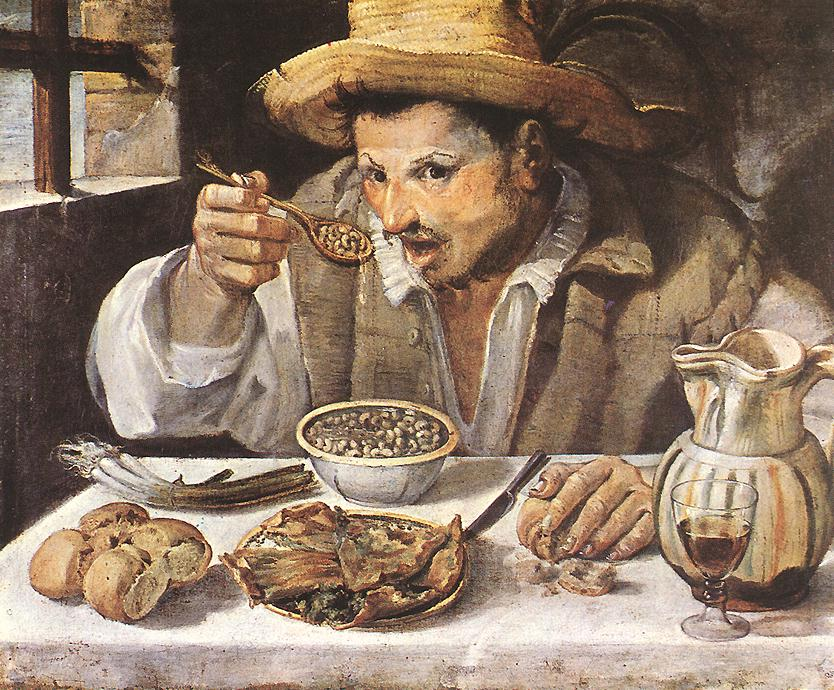
Le grain du haricot niébé contient moins de facteurs antinutritionnels que le haricot commun. (Le mangeur de haricot par Annibal Carrache)

## Les principaux facteurs antinutritionnels

### Lectines
Se liant avec les oses, les lectines peuvent interférer avec le métabolisme des glucides,. En expérimentation animale de fortes doses de lectines de légumineuses ou farines de légumineuses crues altéraient la muqueuse intestinale, augmentent la perméabilité intestinale et en activant le système immunitaire. On les trouve facilement dans les céréales (germe de blé), les lentilles, fèves ou pois, mais elles peuvent être présentes dans un grand nombre d'autres végétaux. Elles sont suspectées modifier le métabolisme intestinal et être inflammatoires,. La phytohémagglutinine du haricot rouge représentait 40% des intoxications par plantes toxiques en Chine de 2004 à 2013.
Les lectines sont irréversiblement détruites par le trempage, l'autoclavage, la fermentation et l'ébullition : faire bouillir les légumineuses (les haricots) pendant une heure à 95 ◦C a réduit l'activité hémagglutinante de 93,77 à 99,81%,. En revanche, la cuisson au four à micro-ondes des fèves, pois, pois chiches, du soja, des lentilles qui détruit parfaitement leurs hémagglutinines et inhibiteurs de la trypsine, ne parvient pas à détruire les facteurs antinutritionnels du haricot commun.

### Oxalates
Présents sous forme hydrosoluble ou de sels d'oxalate insolubles (principalement sous forme d'oxalate de calcium) dans les épinards, bette à carde, l'oseille, la betterave (feuille et racine), la rhubarbe, les noix, les patates douces et la pomme de terre, les oxalates solubles réduisent l'absorption du calcium par les intestins et le côlon et induisent la formation de calculs rénaux calciques,. Ils sont détruits par la cuisson et la consommation de quantités adéquates de calcium et de potassium, rare sont les intoxications humaines, quelques cas sont notés chez le bétail.

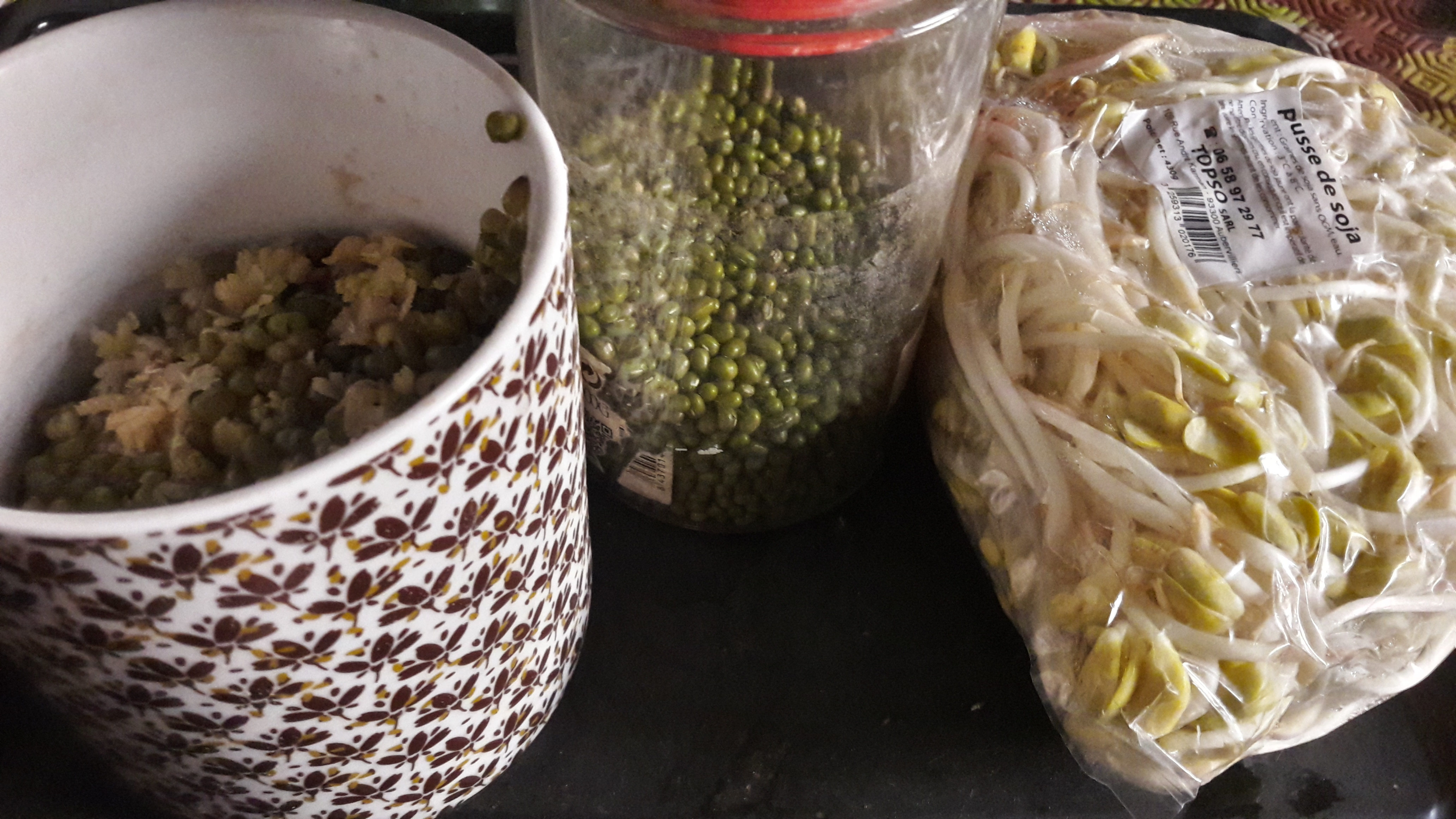
La germination élimine les phytates des haricots mungo

### Phytates
L'acide phytique et ses sels sont susceptibles de complexer les ions métalliques et ainsi d'en limiter l'absorption intestinale. Si la réalité de cet effet n'est plus discutée, son ampleur est encore étudiée, notamment pour le cuivre, qui semble peu, voire pas, affecté, le fer dont la malabsorption paraît contrebalancée par un apport très biodisponible dans les céréales, le zinc et le calcium,.
Le trempage réduit les phytates du mil (28%), du maïs (21%), du riz (17%) et du soja (23%), la cuisson dans l'eau de trempage permet de réduire la perte de minéraux. La germination des aliments peut réduire davantage les phytates : 60% chez le pois chiche tout en préservant la teneur en minéraux.
Les effets négatifs des repas riches en phytates sur l'absorption de certains minéraux sont compensés par la consommation d'aliments riches en acide ascorbique et en bactéries probiotiques .

### Goitrigènes
Typique des Brassiceae (choux, feuilles de navet, chou chinois, etc.) et dans une moindre mesure du millet et du manioc, ils inhibent l'absorption de l'iode et provoquent une hypothyroïdie et/ou le goitre. Les goitrigènes alimentaires comprennent 120 glucosinolates dont l'apport pour la santé est également positif (anti cancéreux). Parmi ces composés la goitrine et le thiocyanate produit par la digestion auraient des effets indésirables démontrés expérimentalement chez l'animal,.
Le consensus actuel (2020) est d'attirer l'attention des personnes atteintes ou susceptible d'atteinte d'une maladie thyroïdienne afin qu'elles cuisent leurs choux, brocoli, etc. dans une eau additionnée de sel iodé.

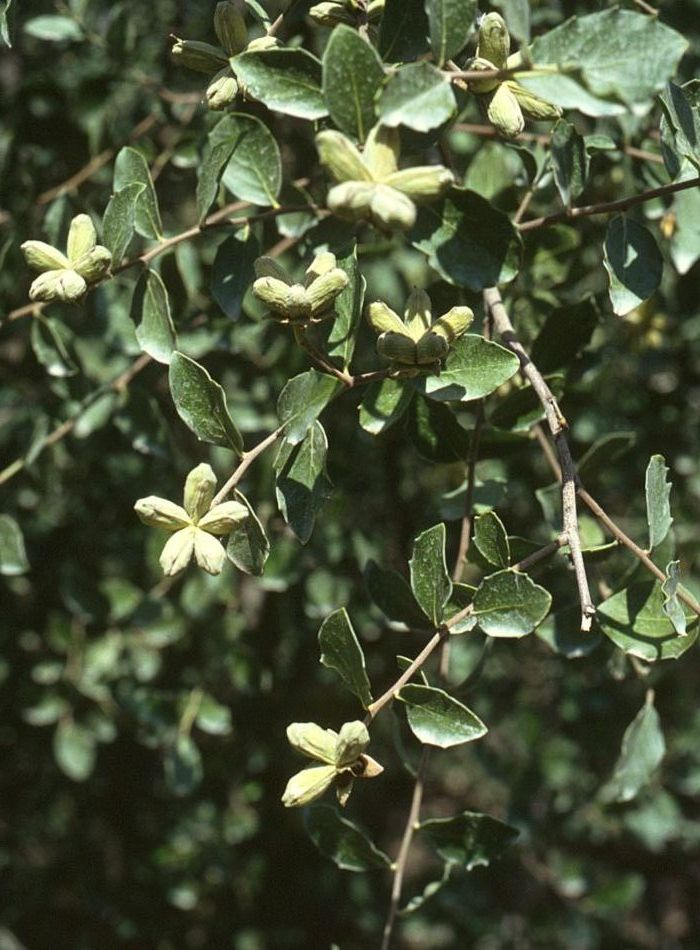
Le bois de Panama est très riche en saponines et en tanins. Il est depuis toujours utilisé dans les médicaments et comme complément alimentaire (E 999) sous réserve du respect des dosages. Il est létal chez les poissons à faible dose.

### Saponines
Les saponines sont décrites dans plus de 90 familles de plantes dont notamment le soja, l'olive, la peau de raisin, la figue de Barbarie, etc. Elles ont chez l'homme des propriétés allélopathiques, anti-inflammatoires, hémolytiques, hypocholestérolémiantes et anticancéreuses démontrées, la saponine du soja B supprime l'élévation de la glycémie chez le diabétique, en revanche elles inhibent l'absorption des lipoprotéines ou du cholestérol de haute densité nécessaires dans l'alimentation,,,.
Ces saponines sont un facteur antinutritionnel chez les ruminants (réduction de leur digestibilité), la luzerne en contient qui limite son utilisation comme fourrage. Les saponines sont généralement toxiques pour les animaux à sang froid, les insectes et les poissons d'où l'usage des plantes riches en saponines pour la pêche.

### Phytoestrogènes
Principalement rencontrés chez le soja et les graines de lin. Ces molécules présentent une similitude structurelle avec le 17-β-estradiol importante hormone sexuelle féminine ont des effets discutés sur la santé, elles perturberaient l'action du système endocrinien féminin et feraient courir un risque accru de cancers sensibles aux œstrogènes. Les données épidémiologiques suggèrent que la consommation d'aliments riches en phytoestrogènes dans le cadre d'un régime alimentaire varié n'est pas préoccupante, mais bénéfique.
Les phyto-estroglycosides sont hydrolysées en aglycones assimilables par l'ébullition et la cuisson à la vapeur et aussi par la fermentation par Lactobacillus et Bifidobacteria,. La conversion est quasi complète dans les laits de soja fermentés qui est traditionnelle en Asie (cheonggukjang coréen, le natto japonais, thai thua).

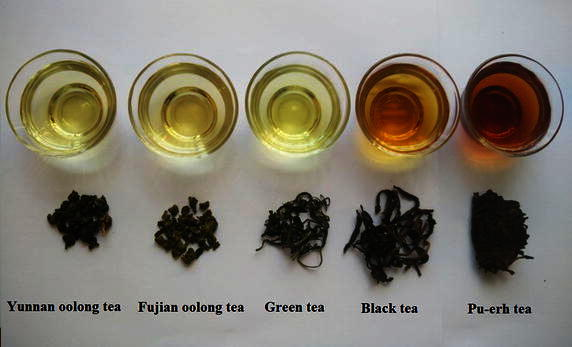
La concentration en tanins des thés est variable selon la variété et le temps d'infusion

### Tanins
Les tanins, sont fréquents dans l'alimentation, on les trouve dans les céréales, le thé, le cacao, le raisin, les pommes, les fruits à noyau, les noix, etc. Les tanins condensés (proanthocyanidines) sont des polyphénols végétaux abondants parmi lesquels : la catéchine, l'épicatéchine, l'épigallocatéchine. Ils peuvent former des complexes avec les protéines et en réduire la digestibilité et influencent négativement l'absorption du fer, du cuivre et du zinc ainsi que des réserves de ces métaux,,. On observe des carences ferriques dans les pays où les haricots sont un aliment de base.
Chez les personnes qui ont de faibles réserves de fer, en particulier certaines femmes, il est conseillé de limiter la consommation des aliments riches en tanin. La cuisson diminue la teneur en catéchine de certains aliments (la rhubarbe, les fèves et les poires), retirer la peau des fruits à coque réduit leur teneur en phénol jusqu'à 90%. La teneur en catéchine du thé est variable selon les variétés, les provenances, elle augmente avec la durée d'infusion.

### Galactosides
Les galactosides sont les sucres solubles les plus abondants dans le règne végétal après le saccharose. Ces composés fermentescibles sont en grande partie à l'origine des flatulences qui accompagnent souvent la consommation des aliments riches en galactosides (légumineuses). Ils ont également d'autres effets négatifs : diminution de la quantité d'énergie métabolisable en raison de la fermentation anaérobie, effets osmotiques dans l'intestin à l'origine de diarrhées, interférence avec la digestion d'autres nutriments.

### Sinapine
La sinapine se trouve dans les Brassicaceae, le colza, la moutarde, les tourteaux de soja, elle peut provoquer la présence de triméthylamine dans les œufs de poule d'élevage,.